# Anne-Marie Mouri-Nkeng
Anne-Marie Mouri-Nkeng, född 30 november 1975, är en friidrottare från Kamerun. Hon deltog vid olympiska sommarspelen 2000.